# 秘密殺人計画書
『秘密殺人計画書』（The List of Adrian Messenger）は1963年のアメリカ合衆国の映画。凶悪な犯罪者を追う男の活躍を描いている。
トニー・カーティス、フランク・シナトラなど当時のスターが特殊メイクで変装して出演している。

## キャスト
※括弧内は日本語吹替（初回放送1969年2月16日『日曜洋画劇場』）
- アンソニー：ジョージ・C・スコット（高城淳一）
- ジョセリン夫人：ダナ・ウィンター（本山可久子）
- ラウル・ル・ボルグ：ジャック・ルー（木村幌）
- カルージャン夫人：グラディス・クーパー
- ウィルフリッド・ルーカス卿：ハーバート・マーシャル
- マックス・カルジャン：マルセル・ダリオ
- リンチ：バーナード・フォックス[2]

以下はカメオ、もしくは様々な役で出演
- トニー・カーティス（広川太一郎）
- カーク・ダグラス（宮部昭夫）
- ロバート・ミッチャム（浦野光）
- バート・ランカスター（久松保夫）
- フランク・シナトラ（家弓家正）
- ジョン・ヒューストン

## スタッフ
- 監督：ジョン・ヒューストン
- 製作：エドワード・ルイス
- 原作：フィリップ・マクドナルド
- 脚本：アンソニー・ヴェイラー
- 撮影：ジョセフ・マクドナルド
- 音楽：ジェリー・ゴールドスミス